# Eric Maskin
Eric Maskin (New York, 12 dicembre 1950) è un economista statunitense.
Nel 2007 ha vinto il premio Nobel per l'economia (assegnatogli il 15 ottobre) insieme a Leonid Hurwicz e Roger Myerson per i loro contributi alla teoria sull'allocazione delle risorse in ambiente incerto.

## Biografia
Maskin nasce nel 1950 da una famiglia ebrea. Attualmente è docente di scienze sociali all'Institute for Advanced Study. Ha frequentato l'università di Harvard dove si è laureato e ha conseguito il proprio dottorato. Successivamente, nel 1976, si è trasferito, come ricercatore, presso il Jesus College dell'Università di Cambridge. Nel 1977 ha ricevuto un master onorario dall'Università. Tra il 1980 e il 1984 ha svolto la funzione di assistente al Massachusetts Institute of Technology con un breve intermezzo, tra il 1980 e il 1982, presso il Churchill College di Cambridge.
Ha lavorato in diverse aree della teoria economica come la teoria dei giochi, l'economia degli incentivi e la teoria dei contratti. In particolare, è noto per i suoi articoli sulla teoria dell'allocazione delle risorse e delle loro dinamiche. I suoi attuali progetti di ricerca includono i diversi sistemi elettorali, le loro iniquità e lo studio della formazione delle coalizioni.
È membro dell'American Academy of Arts and Sciences della Econometric Society, dell'European Economic Association e membro corrispondente della British Academy. È stato presidente della Econometric Society nel 2003.
Nel giugno 2020 ha firmato l'appello internazionale per l'economia viola («Per un rinascimento culturale dell'economia») pubblicato sul Corriere della Sera, El País e Le Monde.

## Pubblicazioni
- Social choice on restricted domains, Harvard University Press, 1976.
- The existence of economic equilibria : continuity and mixed strategies, coautore Partha Dasgupta, Stanford, Stanford University, 1977.
- The implementation of social choice rules, coautori Partha Dasgupta e Peter J Hammond, Colchester, University of Essex. Dept. of Economics, 1978.
- On the difficulty of attaining distributional goals with imperfect information about consumers, coautore Jean-Jacques Laffont, Bonn, Univ. Bonn, 1978.
- An equilibrium analysis of search and breach of contract, coautore Peter A Diamond, Coventry, University of Warwick, 1978.
- Rational expectations with market power : the paradox of the disadvantageous tariff on oil, coautore David M. G. Newbery, Cambridge, Mass., Massachusetts Institute of Technology, 1978.
- A theory of dynamic oligopoly, coautore Jean Tirole, Stanford, Calif., Stanford University, 1983.
- Input versus output incentive schemes, coautore John Riley, Cambridge, Mass., Harvard Institute of Economic Research, 1985.
- Disadvantageous oil tariffs and dynamic consistency, coautore David M. G. Newbery, Cambridge, University of Cambridge, 1986.
- On the fair allocation of indivisible goods, Cambridge, Mass., Harvard Institute of Economic Research, 1986.
- Implementation and renegotiation, coautore John Moore, London School of Economics and Political Science, London, 1987.
- Markov perfect equilibrium, coautore Jean Tirole, Cambridge, Mass., Harvard University, 1994.
- Wage inequality and segregation by skill, coautore Michael Kremer, Cambridge, Mass., National Bureau of Economic Research, 1996.
- Unforeseen contingencies, property rights, and incomplete contracts, Cambridge, Mass., Harvard University, 1997.
- Incentives, information, and organizational form, coautori Yingyi Qian e Chenggang Xu, Cambridge, Mass., Harvard Institute for International Development, 1998.
- Nash equilibrium and welfare optimality, Cambridge, Mass., Harvard University, 1998.
- Recent developments in game theory, Cheltenham, UK; Northampton, Mass., USA, Edward Elgar Publishing, 1999.
- Auctions and efficiency, Princeton, Institute for Advanced Study, 2001.